# 市政厅堤岸

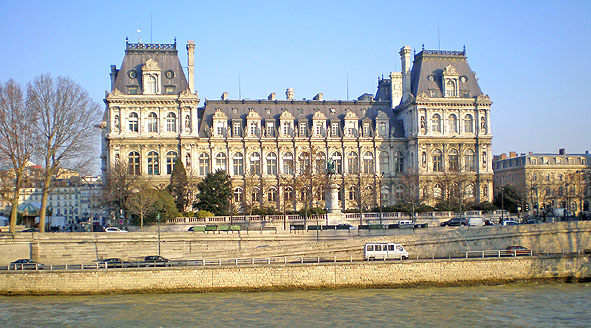

市政厅堤岸（Quai de l’Hôtel-de-Ville）是法国巴黎的一段塞纳河滨河路，位于巴黎第四区，始于Pont Marie和Rue des Nonnains-d'Hyères，止于Place de l'Hôtel-de-Ville。长535米，宽24-32米。
附近的地铁站包括Pont Marie（7号线） 市政厅站（1、11号线）。

## 名称
市政厅堤岸得名于巴黎市政厅

## 建筑

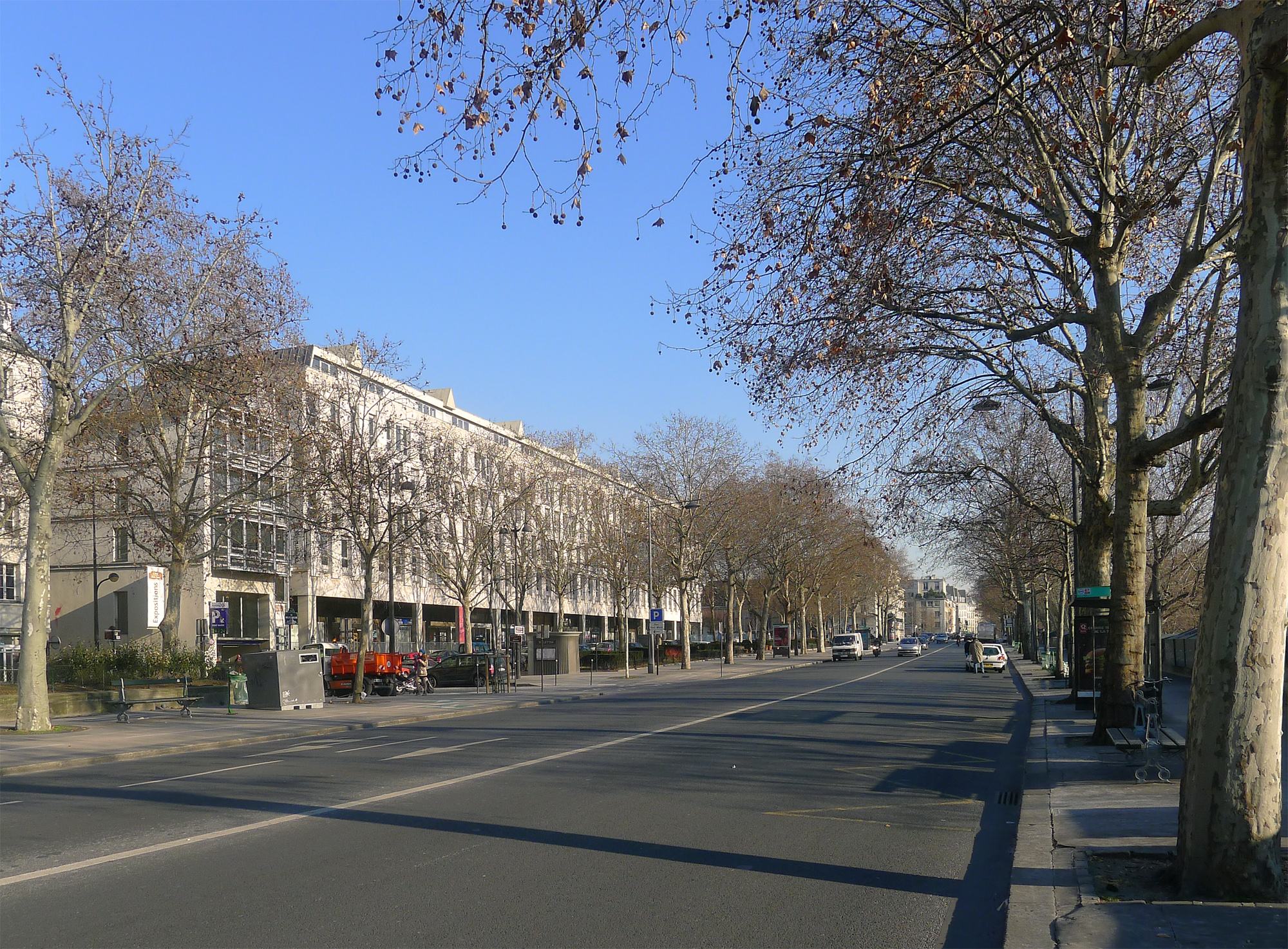
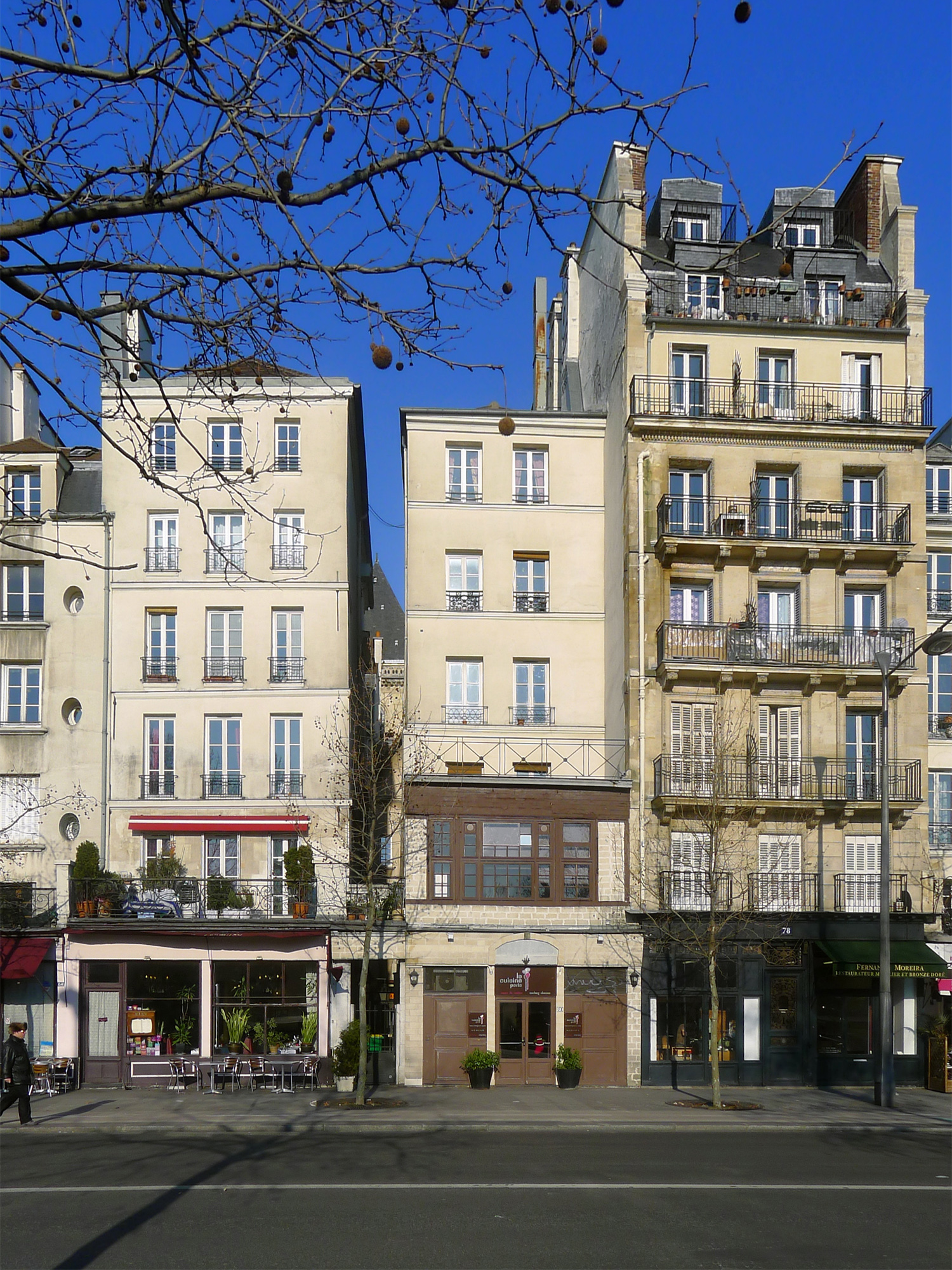
82号
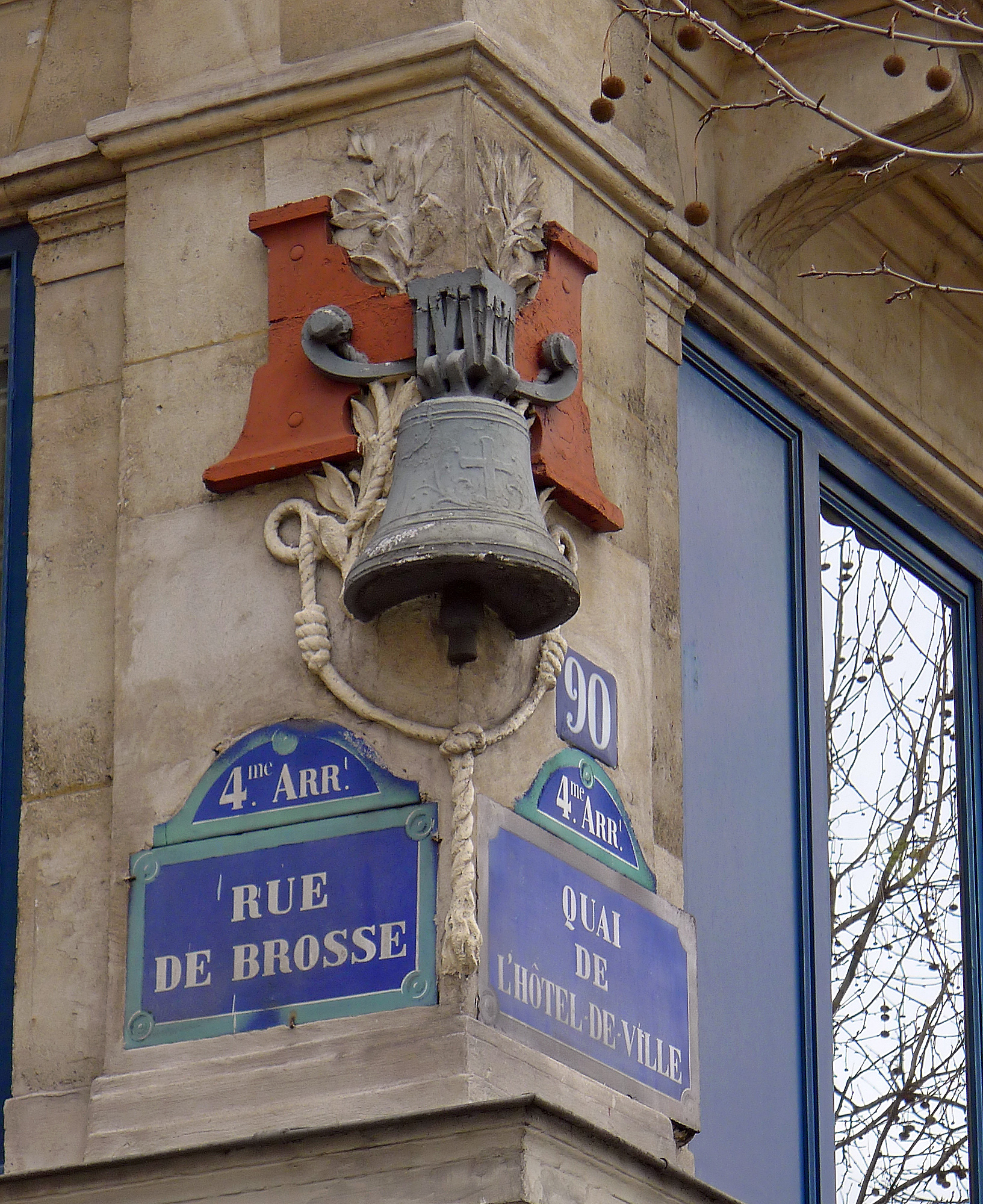
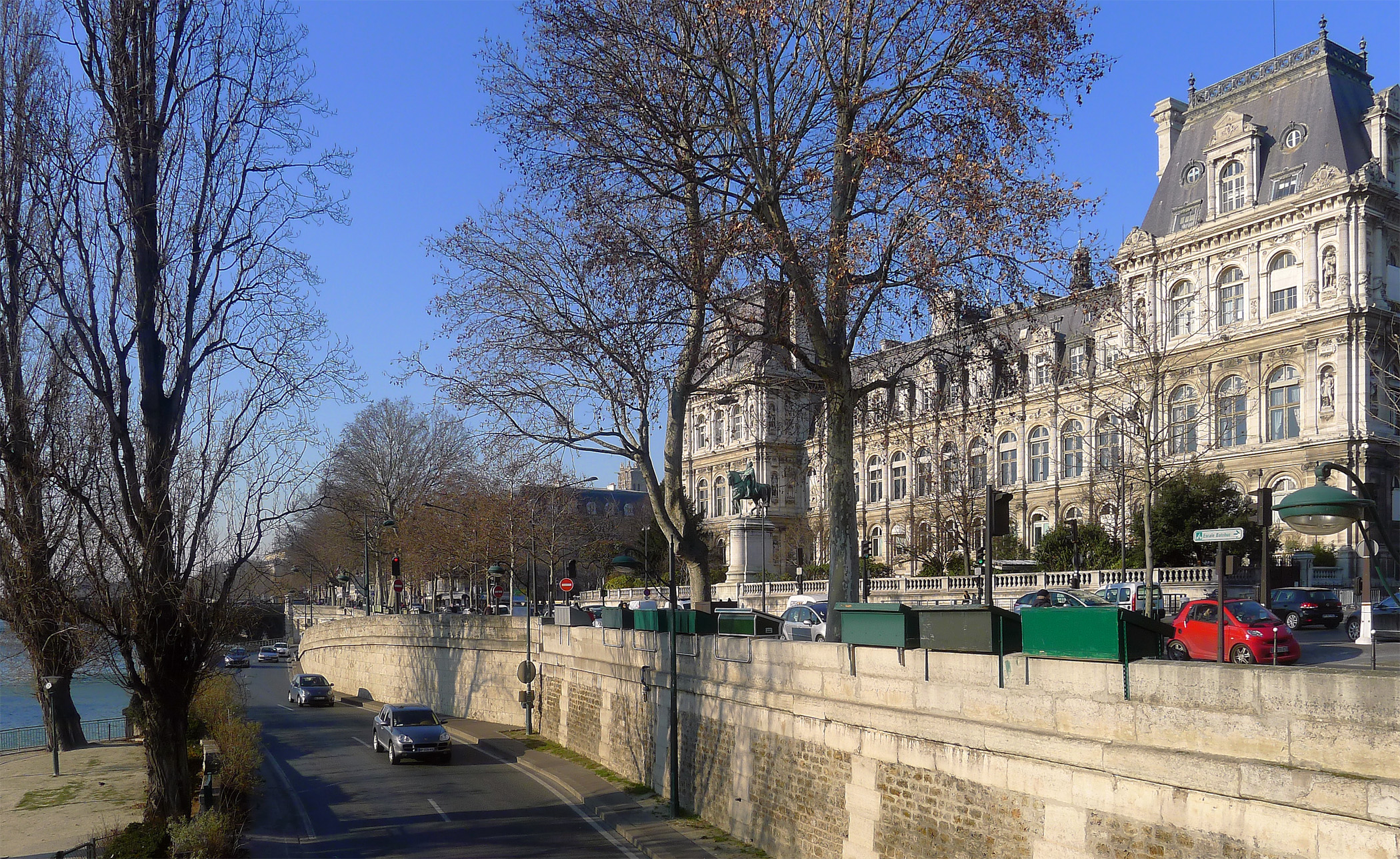
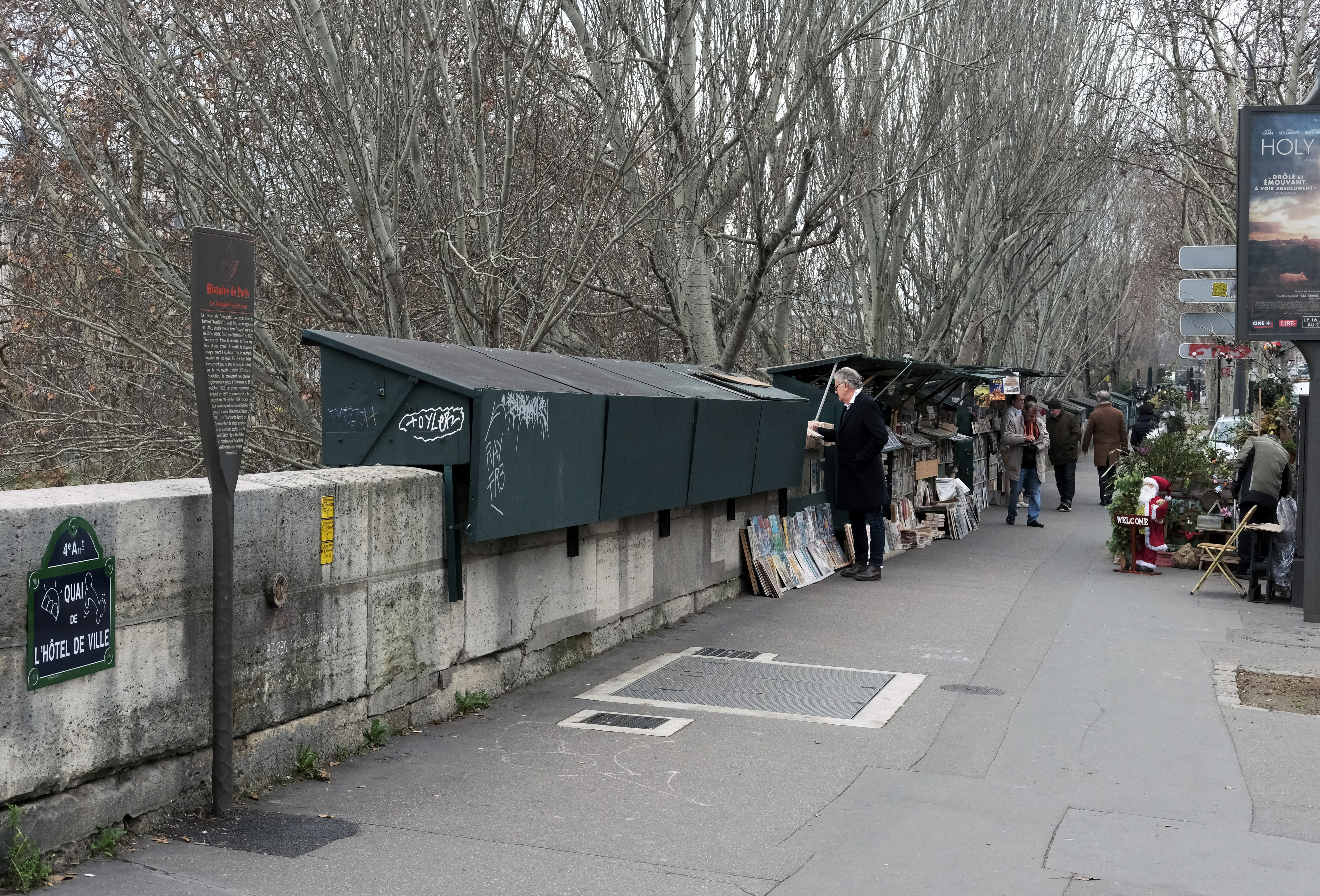
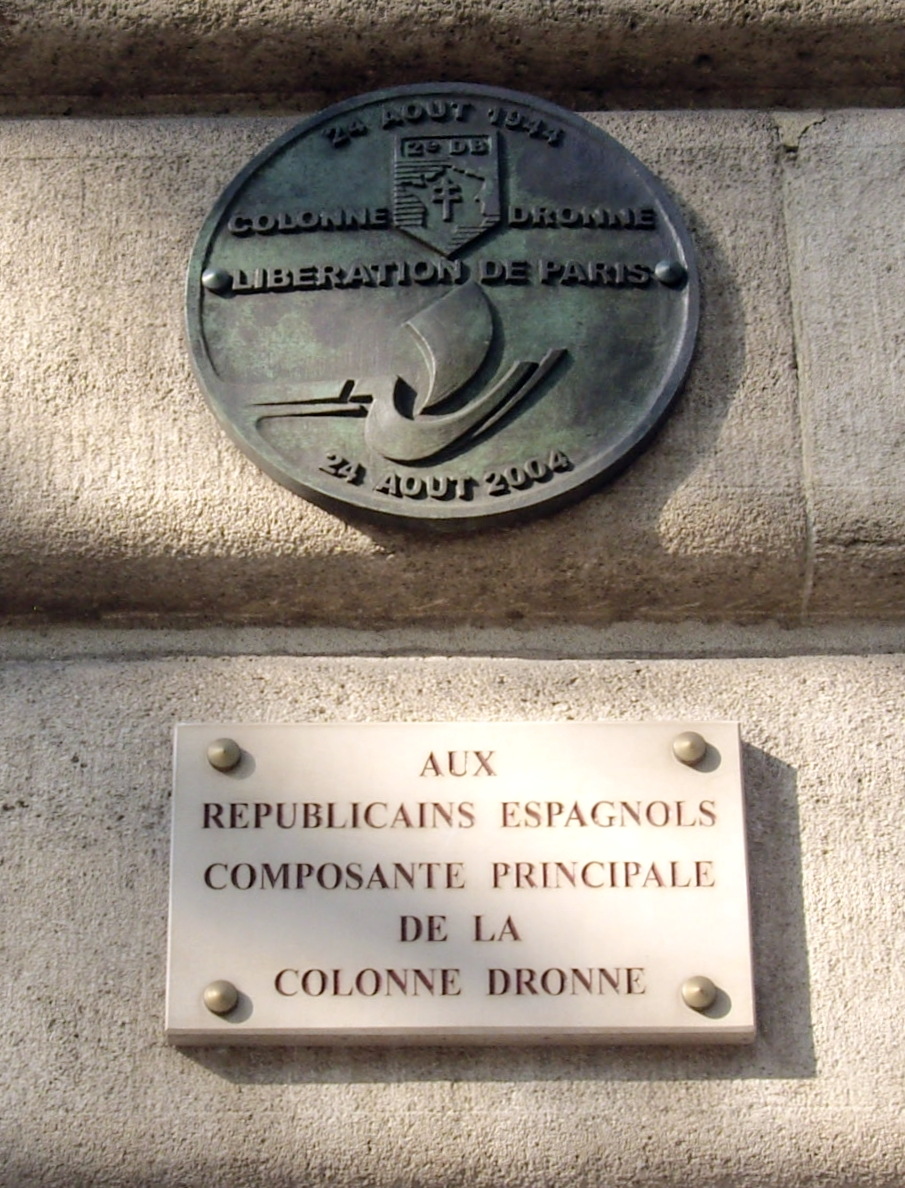
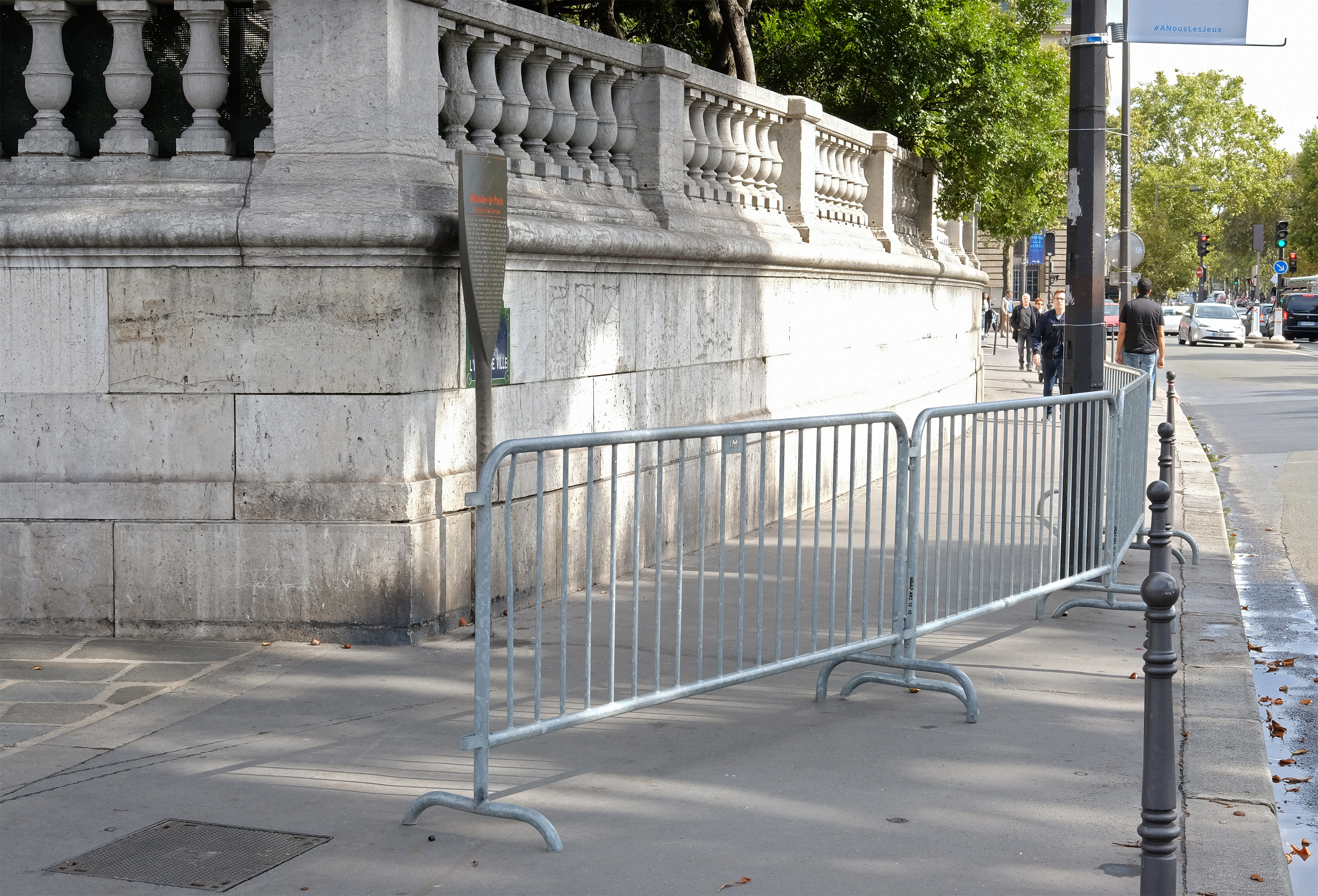